# Glondonggede
Glondonggede is een bestuurslaag in het regentschap Tuban van de provincie Oost-Java, Indonesië. Glondonggede telt 2795 inwoners (volkstelling 2010).